# Jean Lucas
 Jean Lucas  (25. duben 1917 Le Mans – 27. září 2003 Saint-Martin-de-Ré ) byl francouzský automobilový závodník. Účastník formule 1 v letech 1955 .

## Biografie
Jean Lucas se narodil v Le Mans, místě pořádání automobilových závodů. Lucas zahájil svou závodní kariéru v Rallye, až později se přeorientoval na závody monopostů na uzavřených tratích. V roce 1949 se poprvé účastní slavného závodu, v blízkosti svého rodiště, když mu druhý vůz Ferrari 166MM nabídl Luigi Chinetti. V následujícím roce se ve stejném týmu pouští do boje v Monthlery. V roce 1952 se rozhodli okusit štěstí v závodě Panamerican, kde nakonec dojeli třetí. V roce 1953 opouští Ferrari a vstupuje do francouzského projektu Gordini. Je to právě Gordini, které mu pomohlo vstoupit do formule 1, aby se zde zúčastnil jediného závodu, Grand Prix Itálie 1955. Gordini potřebovalo náhradu za Roberta Manzona a tak povolalo právě Lucase. Lucas se do závodu v Monze kvalifikoval na 22. místě, ve výborně obsazeném závodě však nestačil na konkurenci a kroužil na posledním místě až do osmého kola, kdy ho vyřadila porucha na motoru.
V následujících letech se spolu s kamarády, mezi nimiž je i Andre Guelfi, pouští do projektu závodů v Maroku. Společně s kariérou závodního pilota rozjíždí i roli manažera spolu s Gérardem Crombacem, pro piloty Jo Schlessera a Harryho Schella. V roce 1956 byl druhý v závodě sportovních vozů 1000 km Paříže s Harrym Schellem a pátý v Grand Prix Caen. V roce 1957 je druhý v mezinárodním pohárů vozů formule 2 na trati v Remeši, kde má k dispozici Cooper. V tom samém roce zaznamenává svůj největší úspěch na trati v Le Mans, když při závodě na 24 hodin dojíždí na třetím místě s vozem Jaguar D-type. Vážná nehoda během Grand Prix Maroka, ukončila předčasně jeho sportovní kariéru.
V roce 1962 se spolu s přítelem „Jabby“ Crombacem založil měsíčník Sport Auto. Lucas byl již před časem angažován v jiném motoristickém časopise, Moteurs. Měsíčník, který dal základy pro anketu Volant Shell, jako ocenění pro nadějné francouzské piloty. Dalším jeho počinem byla koupě baru l’Action, který si vzal do správy Harry Schell. Tento bar se stal rychle oblíbeným místem setkání jezdců, jako byly Jean Behra, André Simon, Peter Collins nebo Amédée Gordini. V roce 1976, Jean Lucas opustil redakci časopisu, aby se mohl věnovat další své vášni, koním v měsíčníku Chevaux et Cavaliers a zároveň se stal šéfredaktorem deníku L'éclair de Nantes.

## Kompletní výsledky F1
| Legenda k tabulce | Legenda k tabulce                                                                       |
| Barva             | Výsledek                                                                                |
| ----------------- | --------------------------------------------------------------------------------------- |
| Zlatá             | Vítěz                                                                                   |
| Stříbrná          | 2. místo                                                                                |
| Bronzová          | 3. místo                                                                                |
| Zelená            | Bodované umístění                                                                       |
| Modrá             | Nebodované umístění                                                                     |
| Modrá             | Dokončil neklasifikován (NC)                                                            |
| Fialová           | Odstoupil (Ret)                                                                         |
| Červená           | Nekvalifikoval se (DNQ)                                                                 |
| Červená           | Nepředkvalifikoval se (DNPQ)                                                            |
| Černá             | Diskvalifikován (DSQ)                                                                   |
| Bílá              | Nestartoval (DNS)                                                                       |
| Bílá              | Závod zrušen (C)                                                                        |
| Světle modrá      | Pouze trénoval (PO)                                                                     |
| Světle modrá      | Páteční testovací jezdec (TD)                                                           |
| Bez barvy         | Netrénoval (DNP)                                                                        |
| Bez barvy         | Vyřazen (EX)                                                                            |
| Bez barvy         | Nepřijel (DNA)                                                                          |
| Bez barvy         | Odvolal účast (WD)                                                                      |
| Bez barvy         | Nezúčastnil se (prázdné)                                                                |
| Označení          | Význam                                                                                  |
| Tučnost           | Pole position                                                                           |
| Kurzíva           | Nejrychlejší kolo                                                                       |
| †                 | Jezdec nedojel do cíle, ale byl klasifikován, protože odjel více než 90 % délky závodu. |
| ‡                 | Byl udělován poloviční počet bodů, protože bylo odjeto méně než 75 % délky závodu.      |
| Horní index       | Umístění bodujících jezdců ve sprintu                                                   |

| Rok  | Tým            | Šasi            | Motor   | 1   | 2   | 3   | 4   | 5   | 6   | 7       | Umístění | Body |
| ---- | -------------- | --------------- | ------- | --- | --- | --- | --- | --- | --- | ------- | -------- | ---- |
| 1955 | Equipe Gordini | Gordini Type 32 | Gordini | ARG | MON | 500 | BEL | NED | GBR | ITA Ret | -        | 0    |

### Závody F1 nezapočítávané do MS
| Rok  | Grand Prix             | Okruh            | Vůz               | Pozice    | Výsledky |
| ---- | ---------------------- | ---------------- | ----------------- | --------- | -------- |
| 1946 | Grand Prix Marseille   | Marseille        | Alfa Romeo 8C2300 | Odstoupil | Výsledky |
| 1946 | Coupe de la Résistance | Bois de Boulogne | Alfa Romeo 8C2300 | Odstoupil | Výsledky |
| 1946 | Coupe René le Bègue    | Saint-Cloud      | Alfa Romeo 8C2300 |           | Výsledky |
| 1949 | Grand Prix du Salon    | Montlhéry        | Delage 3000       | 8. místo  | Výsledky |
| 1952 | Grand Prix de la Baule | La Baule         | Cooper T20        | Odstoupil | Výsledky |
| 1955 | Grand Prix Pau         | Pau              | Ferrari 500       | 9. místo  | Výsledky |
| 1955 | Daily Record Trophy    | Charterhall      | Ferrari 625       |           | Výsledky |
| 1956 | Grand Prix de Caen     | Caen             | Ferrari 500       | 5. místo  | Výsledky |
| 1957 | Grand Prix de Caen     | Caen             | Cooper T43        | 7. místo  | Výsledky |
| 1957 | Grand Prix Maroka      | Ain-Diab         | Maserati 250F     | 8. místo  | Výsledky |

### Výsledky ze závodu 24 hodin Le Mans
| Rok  | Kategorie | Tým                           | Vůz                               | Spolujezdci                         | Umístění    |
| 1949 | S2.0      | J.A. Plisson                  | Ferrari 166 MM                    | Pierre Louis-Dreyfus                | Odstoupil   |
| 1950 | S2.0      | Lord Selsdon                  | Ferrari 166 MM                    | Hon Peter Mitchell-Thompson         | Odstoupil   |
| 1951 | S5.0      | Luigi Chinetti                | Ferrari 340 America Barchetta     | Luigi Chinetti                      | 8. místo    |
| 1952 | S5.0      | Luigi Chinetti                | Ferrari 340 America B             | Luigi Chinetti                      | nedokončil  |
| 1953 |           | Luigi Chinetti                | Ferrari 340 MM Vignale S          | Luigi Chinetti, Tom Cole Jr         | nestartoval |
| 1953 |           | Capt. Marceau Crespin         | Gordini T15 S                     | André Guelfi, Roger Loyer           | nestartoval |
| 1953 |           | Automobiles Gordini           | Gordini                           | Jean Behra                          | nedokončil  |
| 1954 |           | Automobiles Deutsch et Bonnet | D.B. HBR - Renault                | Pierre Louis-Dreyfus, Leon Dernier  | nedokončil  |
| 1954 |           | Ecurie Jeudy-Bonnet           | D.B. HBR - Renault                | Claude Storez, Jean-Claude Vidilles | nedokončil  |
| 1955 | S3.0      | Helde                         | Ferrari 750 Monza                 | Pierre Louis-Dreyfus                | nedokončil  |
| 1956 | S3.0      | Automobiles Talbot            | Talbot - Maserati                 | Louis Rosier, Jean Behra            | nestartoval |
| 1956 | S3.0      | Automobiles Talbot            | Talbot Lago Sport 2500 - Maserati | Geoffredo 'Freddie' Zehender        | nedokončil  |
| 1957 | S 5000    | Equipe Los Amigos             | Jaguar D-type                     | Jean-Marie Brousselet               | 3. místo    |
| 1961 | GT 1.3    | Equipe Los Amigos             | Lotus Elite (Mk14)                | Jean-Francois Malle, Robin Carnegie | nestartoval |